# Pavetta axillipara
Espèce
Statut de conservation UICN

 VU B1+2b : Vulnérable
Pavetta axillipara est une espèce de plantes de la famille des Rubiaceae.

## Publication originale
- Kew Bulletin 11: 171. 1956.